# Folkeafstemningen om tronfølgeloven
Folkeafstemningen om tronfølgeloven blev afholdt søndag 7. juni 2009 i hele det danske rige. Afstemningen fandt sted samtidig med Europa-Parlamentsvalget. Folkeafstemningen handlede om en ændring af tronfølgeloven, der ville betyde, at tronen skal overgå til den afdøde regents førstefødte uanset køn. Resultatet blev et overvældende ja.
Folkeafstemningen skete efter grundlovens § 88, som kræver at et flertal af de afgivne stemmer samt 40 procent af de stemmeberettigede stemmer ja. De stemmeberettigede var folk der havde stemmeret til Folketinget.
Stemmedeltagelsen var på 58,3 %, hvor 45,2 % af de stemmeberettigede stemte for ændringen, mens 7,8 % stemte imod og 5,2 % stemte blankt.
Tronfølgen har været diskuteret som en del af grundlovsdebatten siden 1990'erne, men især siden Kronprins Frederiks bryllup i 2004. Den 25. april 2005 meddelte hoffet at Kronprinsesse Mary var gravid, og der var spekulationer om den førstefødtes køn. I en grundlovstale den 5. juni 2005 fremsatte statsminister Anders Fogh Rasmussen sin plan om at ændre tronfølgeloven uden at ændre grundloven i øvrigt, og forslaget blev behandlet i Folketinget i 2005−06 og igen i 2008−09.

## Baggrund

### Historie
- Dronning Margrete 1. sad officielt ikke på tronen, men havde titel af fuldmægtige frue og husbonde.
- Kongeloven fra 1665 havde betinget kvindelig tronfølge, men loven gjaldt ikke i Holsten, der kun havde mandlig arvefølge.
- Dronning Louise (1817-1898) overdrog derfor tronen til sin mand, Christian 9., og i 1853 indførtes mandlig tronfølge i hele det danske monarki.
- Tronfølgeloven af 1953 overførte arveretten fra Arveprins Knud til Prinsesse Margrethe, siden 1972 Danmarks dronning.

Indtil enevældens indførelse ved Frederik 3.'s statskup i 1660 var Danmark et valgkongedømme og havde derfor ingen regler om arvefølgen, men kongemagten gik i praksis videre til ældste søn. Under enevælden gjaldt Kongeloven af 1665, som tillod kvindelig arvefølge, men kun hvis alle mandlige linjer var uddøde efter indviklede regler.
Grundloven af 1849 bestemte indtil videre at Kongelovens regler om tronfølge fortsat skulle gælde. Fra 1830'erne stod det klart at den daværende kongelinje ville uddø med den barnløse Frederik 7. Tronen skulle gå videre til en sidelinje, til prinsesse Louise af Hessen-Kassel (den senere Dronning Louise), som overdrog rettighederne til sin mand Prins Christian, den senere Kong Christian 9. Dette erklærede Kong Frederik 7. i sit såkaldte ''åbne brev af 1846, og det blev bekræftet af stormagterne i London-protokollen af 1852.
Derefter vedtog rigsdagen og Frederik 7. en ny tronfølgelov af 1853 med rent mandlig arvefølge, blandt andet for at tilpasse sig den tyske regel (salisk ret), der ikke tillod kvindelig arvefølge. Lovens formål var blandt andet at undgå forskellige arveregler inden for det danske monarki, så Danmark, Slesvig og Holsten ikke faldt fra hinanden. Arvefølgeproblemet var nemlig en del af striden mellem dansk og tysk i Slesvig og havde været latent under Treårskrigen 1848−50. I 1863 døde Frederik den 7., og Christian den 9. blev konge, sådan som det var bestemt. Allerede dagen efter kongens død udråbte Frederik Christian August af Augustenborg sig selv til tysk hertug af Slesvig-Holsten ("Friedrich 8."), fordi han var nærmeste arving i mandslinjen, men han fik ikke særlig stor opbakning.
Da krigen i 1864 og hertugdømmerne var tabt, var årsagen til den rent mandlige arvefølge principielt faldet væk. Tronfølgeloven af 1853 blev dog indskrevet i § 1 i grundloven af 1866. Den forblev uændret efter grundlovsændringen i 1915 og i grundlovsforslaget af 1939, som blev forkastet ved folkeafstemning.
I 1953 indførte man kvindelig arvefølge, dog således at søn går forud for datter. Derved kunne man få den populære Prinsesse Margrethe på tronen i stedet for den mindre populære Arveprins Knud, og regeringen håbede samtidig at få vedtaget en ny grundlov med tronfølgen som argument. Derfor henviser grundlovens § 2 direkte til tronfølgeloven af 1953. I eftertiden har man ofte sagt at det kun lykkedes at få vælgerne til stemmeurnerne fordi grundloven blev koblet sammen med tronfølgeloven.
Da lovændringen af 2009 trådte i kraft kunne den førstefødte arve tronen, uanset køn. Samme regel er i årene siden 1980 indført i Norge, Sverige, Belgien og Nederlandene. De første tre af disse lande overgik dog direkte fra rent mandlig arvefølge til ligestillet arvefølge.

## Tronfølgeloven og grundloven
Den nuværende tronfølgelov blev underskrevet af Kong Frederik 9. den 27. marts 1953 og trådte i kraft sammen med den gældende grundlov 5. juni 1953. Grundlovens § 2 fastsætter: 
Kongemagten nedarves til mænd og kvinder efter de i tronfølgeloven af 27. marts 1953 fastsatte regler.
 Derfor er tronfølgeloven bundet sammen med grundloven.
Jurister har hidtil antaget, at tronfølgen ikke kan ændres uden at ændre på teksten i grundlovens § 2, men ved udarbejdelsen af lovforslaget har statsministeriet bedømt, at man godt kan ændre i tronfølgeloven uden at ændre i selve grundloven, når blot afstemningen sker efter de samme regler, som gælder for grundlovsændringer. Herved kunne man undgå at åbne en debat om andre ændringer i grundloven. Socialdemokratiet og de Radikale har ønsket en grundlovsrevision, mens de borgerlige partier har været imod.
Grundlovsproceduren, som fastsat i grundlovens § 88, indebærer, at Folketinget skal vedtage lovforslaget uændret i to folketingsperioder (før og efter et valg). Derefter skal der inden et halvt år holdes en folkeafstemning, hvor et flertal af de afgivne stemmer samt 40 procent af de stemmeberettigede stemmer ja.
Der er erfaring for at den sidste betingelse kan være svær at opfylde, idet grundlovsafstemninger som regel ikke har så høj valgdeltagelse som folketingsvalg. Den tidligere grundlov krævede, at 45 procent af de stemmeberettigede stemte ja. Ved grundlovsafstemningen i 1939 faldt forslaget, fordi kun 44,5 procent af vælgerne stemte ja, selv om der var stort flertal blandt de afgivne stemmer (92 % ja, 8 % nej). Ved grundlovsafstemningen i 1953 lykkedes det akkurat at få vedtaget den nye grundlov, da 45,8 procent af de stemmeberettigede stemte ja.
Ved de hidtidige grundlovsændringer har et stort flertal af de gyldige stemmer været ja-stemmer. Det betyder i praksis at både nej-stemmer, blanke/ugyldige og sofavælgere vil tælle som nej.

### Uenighed om grundlovsreform
Gennem 1990'erne var der forskellige idéer om en grundlovsreform. Efter grundlovens 150-års jubilæum i 1999 afholdt Folketinget en grundlovskonference, som mundede ud i en folkelig debat indtil 2003. Det viste sig efterhånden at der ikke var bred enighed om indholdet af en grundlovsreform. De borgerlige partier ønskede at bevare grundloven, mens de Radikale og venstrefløjen ønskede reformer.
Socialdemokratiet, de Radikale og SF opgav dog ikke kravet om en sproglig opdatering, mindre formel magt til dronningen, at løsne båndene mellem folkekirken og staten samt indskrivning af menneskerettigheder i loven. Menneskerettighederne var dog fastslået ved lov af 29.april 1992 på almindeligt lovniveau, dvs. de ikke gjaldt på grundlovsniveau. Et stort grundlovsforslag fra SF blev fremsat i Folketinget tre gange fra 2003 til 2005.
De borgerlige partier, særlig Dansk Folkeparti, er derimod stærke modstandere af en ny grundlov.

### Tronfølgelov uden grundlovsændring
Da Kronprins Frederik blev gift i 2004, kunne man forudse at han snart ville få børn. Såfremt den førstefødte blev en pige, ville spørgsmålet om tronfølgen igen blive aktuelt.
Ifølge Altinget.dk ville statsministeren overhale scenariet indeom, idet regeringen fremsatte et forslag om ændring af tronfølgeloven allerede inden kronprinsen fik nogen børn. En sådan procedure var første gang foreslået i den offentlige debat i 1999 af politologen Peter Kurrild-Klitgaard, der i en kronik argumenterede for, at man burde præventivt ændre Tronfølgeloven separat for at undgå, at emnet kunne komme til at afspore en fremtidig grundlovsdebat.
Det konkrete lovforslag fra regeringen begrænsede specifikt ændringen til tronfølgen, så ændringer i grundloven ikke kom på tale. Altinget.dk mener at det gav to taktiske sejre for regeringen og de borgerlige partier: at det fjernede den mest oplagte lejlighed til at nedsætte en forfatningskommission, og at det skete med et forslag om ligestilling, som det var umuligt for venstrefløjen at argumentere imod. Ifølge Altinget.dk vil et negativt resultat af folkeafstemningen være "et gigantisk prestigemæssigt tab for statsministeren og regeringen ... men det vil samtidig også forære venstrefløjen en kærkommen og folkelig sag at sætte i spidsen for en egentlig grundlovsrevision, når flertallet i Folketinget på et tidspunkt skifter."
Allerede den 7. juni 2005, to dage efter at statsministeren fremsatte sin plan i en grundlovstale, gjorde professor Peter Kurrild-Klitgaard rede for samme analyse: "Fløjpolitisk er det en sejr, fordi venstrefløjen er sat skakmat: Man kan dårligt være modstander af denne ændring af tronfølgeloven , og man kan omvendt ikke gennemtrumfe, at hele grundloven skal ændres, hvis Venstre og De Konservative ikke er med."
Folketingsmedlem Simon Emil Ammitzbøll udtalte: "Jeg mente, at man tog grundloven som gidsel ved alene at lave en mikroskopisk ændring af tronfølgeloven i stedet for at gå ind i en større ændring af grundloven, nu vi havde den oppe. Jeg synes, det var en form for magtarrogance, og det markerede jeg ved at undlade at stemme."

## Folketingsbehandling
Lovforslaget om ændring af tronfølgeloven fremsattes af statsminister Anders Fogh Rasmussen ved Folketingets åbning den 4. oktober 2005 og vedtoges 2. juni 2006 med 128 stemmer for, ingen imod og 1 hverken for eller imod (Simon Emil Ammitzbøll). Oppositionen stillede en række ændringsforslag, som blev forkastet.
Efter Folketingsvalget 2007 fremsattes lovforslaget igen den 7. oktober 2008 og blev vedtaget 24. februar 2009 med 107 stemmer for, ingen imod og 2 hverken for eller imod (Enhedslisten). Simon Emil Ammitzbøll var ikke til stede ved denne afstemning.

### Alternativt forslag
Selv om statsministeren havde sikret sig opbakning blandt Folketingets partier, fremsatte Socialdemokratiet og de Radikale samtidig deres alternative forslag, der ville ændre grundlovens § 2 til følgende:
Stk. 1. Danmark er en selvstændig stat, hvis styreform bygger på folkestyre og retssikkerhed.
Stk. 2. Danmark er et monarki. Kvinder og mænd har lige arveret til tronen. De nærmere regler om arveretten til tronen fastsættes ved tronfølgeloven.

Forslaget blev behandlet i grundlovsudvalget, hvor S, R og SF erklærede at ville stemme for ligestillingen. De kritiserede regeringens forslag og begrundede deres eget forslag således: 
"Mindretallet finder det lovteknisk kritisabelt, at regeringen gennemfører ændringen ved alene at ændre i tronfølgeloven. Hermed har man føjet endnu en uforståelighed til de øvrige, som grundloven i forvejen indeholder så rigeligt af. Man vil i fremtiden slå op på grundlovens § 2 og læse noget, der er direkte forkert: »Kongemagten nedarves til mænd og kvinder efter de i tronfølgeloven af 27. marts 1953 fastsatte regler«. Men det er netop den tronfølgelov, der nu ændres, og kongemagten nedarves i fremtiden netop ikke efter de regler, der følger af tronfølgeloven af marts 1953. Man kan udtrykke regeringens fremgangsmåde således: Regeringen ændrer grundloven uden at ændre grundloven. Den af regeringen valgte fremgangsmåde kan formelt og juridisk ikke kaldes grundlovsstridig, da ændringen af tronfølgeloven sker efter reglerne om grundlovsændring i grundlovens § 88, men fremgangsmåden er et unødvendigt fiksfakseri, der alene har det formål at få ændringen af tronfølgeloven til at se ud, som om man ikke ændrer grundloven, selv om det er det, man gør. Ofrene for denne fremgangsmåde er kommende generationer af grundlovslæsere, der nu skal lære, at grundlovens ord om tronfølgen er i strid med retstilstanden."
Dette grundlovsforslag blev forkastet den 2.juni 2006, hvor det blev støttet af S, SF og R, mens Enhedslisten hverken stemte for eller imod.

### Partiernes holdninger

#### Statsministeren
Statsministeren udtalte den 25. april 2005, da Kronprinsesse Marys graviditet blev bekendtgjort, at spørgsmålet om en ændring af tronfølgeloven ikke var aktuelt. Han blev dog straks modsagt af sine partifæller Birthe Rønn Hornbech og ligestillingsminister Eva Kjer Hansen. Socialdemokratiet, SF (og mere forsigtigt Dansk Folkeparti) ville også ændre loven.

#### Søren Krarup
Søren Krarup fra Dansk Folkeparti sagde samme dag, 25. april 2005, i radioavisen: 
"Det at være regent er så belastende et arbejde, at jeg nødigt vil lægge piger til. Vores dronning gør det fortræffeligt, men der er ingen tvivl om, at hun har måttet betale privat i forhold til familielivet. Jeg synes, det er rimeligt, at den pris betales af en mand, der har nemmere ved at indløse den."
 Han udtalte senere at han først og fremmest frygtede at venstrefløjen ville ødelægge grundloven ved at give plads til internationale konventioner, menneskerettigheder og en adskillelse af stat og kirke.
Da statsministeren fremsatte sin plan grundlovsdag 2005, udtalte Søren Krarup at han var modstander af lovændringen. Samme dag fastslog partiformand Pia Kjærsgaard dog at partiets holdning var den modsatte, og Krarup ændrede mening.

#### Folketingsdebatten
Under Folketingets 1. behandling den 23. januar 2009 udtalte partierne blandt andet:
Statsminister Anders Fogh Rasmussen: 
"Vi finder det et rent principielt spørgsmål at sikre fuld ligestilling mellem kønnene, også når det gælder adgangen til tronen. Vi synes faktisk, at det kan være med til at tydeliggøre et meget vigtigt grundprincip, som det danske samfund bygger på. ... Det forhold, at lovændringen ikke aktuelt har praktisk betydning, da tronfølgerparrets førstefødte, prins Christian, er en dreng, ændrer ikke på regeringens principielle ønske om at sikre ligestilling i adgangen til tronen."
Inger Støjberg, Venstre: 
"Kvinderne har forladt kødgryderne og uddanner sig i dag i højere grad end mændene; kvinder deltager i dag på lige fod på arbejdsmarkedet. Det er derfor Venstres holdning, at tiden er inde til at modernisere loven. Med dette forslag indføres der komplet ligestilling mellem mænd og kvinder i den danske tronfølgelov. ... Ligestillingen har været længe undervejs i Danmark. I vikingetiden havde kvinder mange rettigheder, i middelalderen gik det væsentligt tilbage for kvinderne, og først så sent som i 1915 fik kvinderne stemmeret til Folketinget og Landstinget. Venstre ønsker på den baggrund at få en tronfølgelov, der er tilpasset samfundet og den samfundsudvikling, der er sket siden 1950'erne ..."
Helle Sjelle, Konservative Folkeparti: 
"Fremover skal der være ligestilling, og den ændring støtter vi konservative varmt og helhjertet. Vi tror på, at man skal forandre for at bevare, og det gælder også vores kongehus. Nogle vil måske kalde ændringen symbolsk. Det mener vi ikke den er. Det er en vigtig opgave at sikre, at monarkiet fortsat har mulighed for at følge med tiden, og vi konservative ønsker et langtidsholdbart monarki i Danmark ..."
Søren Krarup, Dansk Folkeparti: 
"Vi siger ja til dette lovforslag om ændring af tronfølgeloven, idet vi i Danmark ikke har nogen grund til at nære mistillid til kvindelige regenter ... Den største regentskikkelse i dansk historie i senmiddelalderen var som bekendt dronning Margrete I, som ved stor dygtighed og klogskab samlede de nordiske riger i Kalmarunionen ... Lighedens idé har nemlig været årsagen til de dystre totalitære regimer, som den moderne historie fortæller sin uhyggelige beretning om, strækkende sig fra den franske revolution til Maos og Pol Pots folkemord. Det var hele tiden ideen eller ideologien om, at alle skulle være lige, der førte til de tilstande, hvor guillotinen eller Gulag ustandselig arbejdede på at indføre denne totale ligestilling. Den lighed, som vi lovgiver om i dag, er som sagt ganske anderledes, for ikke at sige modsat. Den bygger på historien, ikke på ideen, den handler om fællesskab, ikke om ideel retfærdighed, den er familiens samme accept af brødre og søstre eller af folkets samme solidaritet med konge og dronning, mandlig og kvindelig regent, og i den historiske og nationale solidaritets navn siger vi ja til lovændringen."

Søren Krarup supplerede: 
"Jeg tror nok, at da sagen første gang kom frem, gjorde jeg opmærksom på, at det er en voldsom belastning at være regent, og derfor kunne man måske godt beskytte en kvinde, som jo også har andre opgaver i livet, mod det."
René Skau Björnsson, Socialdemokratiet: 
"Vi socialdemokrater mener, at ligestilling mellem kønnene er en kerneværdi i det danske samfund, og kampen for ligestilling repræsenterer i sig selv kampen for demokratiet og for retfærdigheden i vores land. Vores velfærdssamfund hviler på ligestilling mellem kønnene. Uden den ville den ene halvdel af befolkningen udelukkende være henvist til kødgryder, bleskift og rengøring, og den anden til et liv baseret på karriere og materialisme. ... Lad os håbe, at den ændring i den allerøverste del af vores sociale lagkage også vil forbedre smagen i de nederste lag i lagkagen. Da man sidst behandlede det her forslag i foråret 2006, slog vi jo til lyd for, dels at det ville være naturligt at lave en større revision af vores grundlov, dels at man også i det mindste sørgede for, at § 2 i grundloven blev rettet til, så der blev henvist til den tronfølgelov, der følger efter det her lovforslag, vi behandler i dag. Den nuværende grundlov henviser specifikt til tronfølgeloven af 27. marts 1953. Vi mener stadig, at man skulle have sikret, at grundloven på det her punkt blev retvisende."
Morten Østergaard, Radikale Venstre: 
"Vi synes, det er en rigtig god idé med kønnenes ligestilling alle vide vegne. Det gælder også ligestilling på andre områder, ikke mindst i relation til kongehuset, som jo på mange måder er et symbol for danskerne og derfor også et sted, som bør vise vejen og ikke halte bagefter, som man kan sige det har været tilfældet i en hel del år. Men det andet ... er jo, at det på mange måder har været en forspildt chance for at modernisere grundloven som sådan. Her var der i virkeligheden en rimelig mulighed for, at man nedsatte en grundlovskommission, som kunne kigge på grundloven i sin helhed og på den måde få moderniseret den. Om ikke andet kunne det i det mindste gælde de steder, hvor grundloven ganske simpelt er uddateret, og hvor det, der står, ikke er faktuelt korrekt eller ikke er til at forstå for de danskere, som grundloven er et de væsentligste dokumenter for. ... Man har sågar ikke engang villet lave konsekvensændringen af grundloven, som man efter vores mening burde have gjort, så den refererede til den rigtige tronfølgelov. Men vi støtter lovforslaget, men ærgrer os altså fortsat over, at det ikke blev til en større og mere grundlæggende modernisering af grundloven." ... "ligestilling bygger for os på et idégrundlag om kønnenes ligestilling, en rigtig god idé, synes vi rent faktisk, og vi synes, det bør fremmes, hvor man kan, også i kongehuset."
Pernille Frahm, SF: 
"en af de ting, jeg så kan konstatere, er, at vi med den her ændring blåstempler to middelalderlige typer af indblanding i folks privatliv. For det første vil vi blande os i, hvem folk gifter sig med. ... For det andet vil vi ikke anerkende børn født uden for ægteskabet på lige fod med børn født inden for ægteskabet."
Holger K. Nielsen, SF: 
"Jeg skal ikke gå ind i store, ideologiske forklaringer på, at det her ikke er ideologisk, som hr. Søren Krarup gjorde, men blot meddele, at SF kan støtte det her lovforslag, og det er såmænd ud fra almindelig sund fornuft."
Frank Aaen, Enhedslisten, brugte flere gange begrebet tvangsægteskab om tronfølgelovens § 5, hvis regler ikke ændres i lovforslaget (Kun børn født i lovligt ægteskab har arveret til tronen. Til kongens indgåelse af ægteskab udfordres rigsdagens samtykke.) Han kritiserede reglen om at tronarvingers ægteskab skal godkendes af regenten og regeringen:
"Vi vil gøre det samme, som vi gjorde ved sidste behandling af lovforslaget, nemlig undlade at stemme, for vi kan naturligvis ikke stemme imod, at der indføres ligestilling mellem kønnene i loven, men vi kan på den anden side heller ikke stemme for en lov, der samtidig bestemmer, at personer skal spørge Folketinget henholdsvis deres mor om, hvem de vil gifte sig med, og vi kan heller ikke stemme for en lov, der skelner mellem ægte og uægte børn."
Line Barfod, Enhedslisten: 
"Nu diskuterer vi jo ikke, om vi skal have et monarki eller ej. Vi har et monarki. Det, vi diskuterer, er, hvorvidt folkestyret skal godkende, hvem regenten må gifte sig med."

## Folkeafstemning

### Resultat
Resultatet af folkeafstemningen er anført i tabellen nedenfor.
|                       | Afgivne stemmer | Pct. af afgivne stemmer | Pct. af afgivne gyldige stemmer | Pct. af stemme-berettigede |
| Ja                    | 1.858.180       | 77,43 %                 | 85,35 %                         | 45,16 %                    |
| Nej                   | 318.931         | 13,29 %                 | 14,65 %                         |                            |
| I alt gyldige         | 2.177.111       |                         | 100,00 %                        |                            |
| Blanke                | 206.195         | 8,59 %                  |                                 |                            |
| Andre ugyldige        | 16.607          | 0,69 %                  |                                 |                            |
| I alt ugyldige        | 222.802         | 9,28 %                  |                                 |                            |
| I alt afgivne         | 2.399.913       | 100,00 %                |                                 |                            |
| Stemmeberettigede     | 4.114.369       |                         |                                 |                            |
| Valgdeltagelse i pct. | 58,33 %         |                         |                                 |                            |

#### Meningsmålinger
| Meningsmåling                 | Dato             | For    | Imod    | Ved ikke | Vil stemme |
| Catinet for Ritzau            | 3. maj 2005      | 77 %   |         |          |            |
| A&B Analyse for Altinget      | 23. februar 2009 | 88 %   |         |          |            |
| Rambøll for Jyllands-Posten   | 9. maj 2009      | 87,9 % | 6,6 %   |          | 82,5 %     |
| Gallup for Berlingske Tidende | 28. maj 2009     | 84 %   |         |          |            |
| Catinet for Ritzau            | 30. maj 2009     | 65,3 % | 10 %    | 12,9 %   | 88,2 %     |
| Capacent for DR               | 1. juni 2009     | 86 %   | 9 %     |          |            |
| Gallup for Berlingske         | 3. juni 2009     | 72 %   |         |          |            |
| Megafon for TV2 og Politiken  | 4. juni 2009     | 74 %   | 26 % *) |          |            |
| Catinet for Ritzau            | 6. juni 2009     | 62,5 % | 11,1 %  | 10,5 %   | 84 %       |

*) De 26 % omfatter nej og blanke

### Holdninger

#### Kongehuset
Dronning Margrethe sagde i 1979 i et interview med Thorkild Hansen: "Jeg er gammeldags nok til at synes, at det er mest naturligt, at drengen skal have det job."
Anders Fogh Rasmussen sagde i 2005 at han havde talt med medlemmer af kongehuset, før han fremsatte sit forslag, men han røbede ikke personer eller detaljer.
Ifølge historiker Steffen Heiberg i B.T. den 1. juni 2009 var dronningen selv "nærmest imod" ændringen af tronfølgen, hvilket skyldtes traditionerne og en frygt for at kongehuset med ændringen ville miste sin særlige status og komme til at ligne resten af samfundet for meget.

#### Folkevalgte
De politiske partier der støttede lovændringen i Folketinget, har ikke ført kampagne om tronfølgeloven. Enhedslisten anbefaler at stemme blankt. Folketingsmedlem Simon Emil Ammitzbøll opfordrede den 30. maj til at stemme blankt. Efter hans mening var problemstillingen uaktuel, og det forfatningsmæssige forarbejde burde have været grundigere og taget flere opdateringer af grundloven med. Ifølge Jyllands-Posten den 30. maj overvejede to radikale folketingsmedlemmer, Marianne Jelved og Johannes Poulsen, at stemme blankt, hvorimod Lone Dybkjær havde stemt ja, selv om hun fandt forslaget "aldeles meningsløst, det er bare noget pyntegræs, som regeringen har villet lave". Niels Helveg Petersen anbefalede derimod et klart ja. Trine Pertou Mach fra SF ville stemme blankt. Tidligere udenrigsminister Uffe Ellemann-Jensen (Venstre) var i tvivl. Henriette Kjær fra de Konservative mente at nej-stemmer var udtryk for "en modesag og et mandeoprør", som var "fuldstændig barnagtigt og latterligt".
MF Kristian Thulesen Dahl fra Dansk Folkeparti mente i sin grundlovstale at det var ret ligegyldigt, om det blev et ja eller nej til tronfølgeloven. Vicestatsminister og konservativ partiformand Lene Espersen opfordrede i sin grundlovstale til at stemme ja, og hun mente at "seriøse politikere har forsøgt at tage ligestillingen og kongehuset til gidsel", hvis de udtrykte tvivl eller ville stemme blankt. Socialdemokratiets formand Helle Thorning-Schmidt mente: "Det har været en torn i øjet gennem mange år, at vi ikke har fuld ligestilling i arvefølgen til tronen, og derfor er det en lille forbedring, hvis vi kan få foretaget den ændring."
Københavns teknik- og miljøborgmester Klaus Bondam tilkendegav på Twitter at han vil stemme blankt.

#### Politiske ungdomsorganisationer
Konservativ Ungdom førte en kampagne imod lovændringen. Landsformand Rune Kristensen udtalte den 9. maj at tanken bag monarkiet var udtryk for særstilling, at det derfor ikke gav mening at tale om ligestilling i kongefamilien, og at lovændringen ville være et skridt væk fra en historisk tradition.
Ledende medlemmer af Radikal Ungdom førte kampagne for at stemme blankt i protest mod monarkiet.

#### Borgere
Forfatter og journalist Trine Villemann udtalte den 8. maj at der var tale om en "pseudoafstemning" om "et problem, der ikke eksisterer", fordi arvefølgen ligger fast til og med Prins Christian, og hvis denne døde før tronbestigelsen, ville hans lillesøster, Prinsesse Isabella, blive regent under alle omstændigheder. Hun ønskede i stedet en reform og modernisering af kongehuset, som hun også har berørt i bogen 1015 København K. Hun skrev den 6. juni: "Overforbrug, grådighed og arrogance har i vores kongehus undermineret det fundament af respekt ethvert monarki hviler på", og hun mente at politikerne velvilligt havde medvirket til manglende kontrol med kongehusets forhold. Hun har dog flere gange betonet at hun er tilhænger af monarkiet og royalist.
Jens Ravn-Olesen, tidligere politisk redaktør på Kristeligt Dagblad, argumenterede den 20. maj for et nej, fordi ændringen ikke fik betydning for Kronprins Frederik, Prins Joachim eller deres børn, og fordi han ønskede at gøre ligestillingen til "det populære trækplaster" ved gennemførelse af en ny grundlov om nogle år.
Historiker Jon Bloch Skipper udtalte den 28. maj at et nej ville bringe kongehuset ud af takt med tidens ligestilling, hvilket på længere sigt kunne give problemer.
Tidligere garder Mads Schmidt Eriksen præsenterede sig i et debatindlæg den 28. maj som "royalist" og anbefalede et nej, fordi man ville få en dronning i alle tilfælde, også med en konge på tronen, mens en regerende dronning ville medføre en prinsgemal, som ikke kunne udfolde sig som mand.
Cand. mag. Poul Højlund kritiserede den 30. maj at forslaget ikke ændrer grundlovens § 2, som uændret henviser til tronfølgeloven af 1953: "Problemet er ganske kort, at dette politiske og juridiske hokuspokus skaber præcedens. Fremover kan grundloven med andre ord ændres − uden at grundloven ændres." Han anbefalede derfor et nej, uanset holdning til arveretten i kongehuset.
Professor Peter Kemp påpegede den 3. juni at en ændring af tronfølgeloven først ville få virkning, når alle nulevende danskere er døde. Han mente at der snarere var brug for en grundlovsreform og anbefalede at stemme blankt eller nej, da det var forkert at gøre de kongelige til "den ideelle familie med ligestilling", og politikerne burde i øvrigt bruge kræfterne på Europa-Parlamentsvalget.

#### Dagblade
En leder i Berlingske Tidende opfordrede den 29. maj til et ja. Artiklen mente: "Rigtigt er det, at det argument for lovændringen, som bygger på, at der skal indføres ligestilling i det danske monarki, på mange måder er en trafikulykke af logiske brister. Hvis man først begynder at inddrage principper om lighed, rimelighed og logik i debatten om kongehuset, så kommer man meget let galt af sted. I sin kerne er monarkiet jo netop udtryk for det modsatte af lighed og logik, eftersom det bygger på accepten af, at en slægt har særlige privilegier, der følger med det at være kongelig ", og konkluderede: "Når danskerne bør stemme ja, er det ud fra den enkle betragtning, at en justering af tronfølgeloven vil være en styrkelse af monarkiet."
En leder i Jydske Vestkysten anbefalede den 30. maj at stemme blankt, idet afstemningen var en "tarvelig afledningsmanøvre fra noget, der er langt vigtigere – nemlig en modernisering af vores grundlov.".
Det socialistiske dagblad Arbejderen anbefalede den 30. maj sine læsere at boykotte afstemningen, fordi forslaget ikke ville betyde noget for ligestillingen i samfundet, og fordi loven legitimerede monarkiet: "Hvorfor skal det førstfødte barn have flere rettigheder end sine søskende? ... Lad os få en folkeafstemning der sikrer reel ligeløn. Så ville både mænd og kvinder strømme til stemmeurnerne. ... Kernen i problemet er selve monarkiet, som nedarves fra generation til generation. Den royale familie udstyres med hvert sit store sugerør i statskassen og et væld af privilegier. Det er i bund og grund en historisk udlevet institution."
Fyens Stiftstidendes ledende artikel 31. maj pointerede: " i princippet kan sagen godt vente – og alt efter, hvordan man ser på den gældende grundlov, kan det endda blive en fordel med et nej. ... Et direkte nej bliver det ikke til. Det er vist kun Konservativ Ungdom, der i alvor mener, at kongehuset stadig skal være så være gammeldags, at mand går forud for kvinde. Men det er jo helt ude i hampen."
En leder i Ekstra Bladet den 5. juni anbefalede et nej, idet "det [er] umuligt at få et moderne begreb som ligestilling til at passe med noget så gammeldags som kongehuset. Arvefølgen i kongehuset har intet med køn og ligestilling at gøre, men handler alene om at være født ind i en privilegeret, udvalgt familie. ... Faktisk er ligestilling i kongehuset formentlig det mest ligegyldige problem i verden. Problemet er, at kongehuset er et levn fra fortiden". Der var tale om "et spørgsmål, som tidligst kan blive aktuelt om 70 år, når prins Christians børn måske skal overtage tronen. ... Og hvem ved, om kongehuset overhovedet eksisterer i 2085." Bladet kritiserede regeringens kampagne som "massiv, fordummende og meget kostbar" og "den mest nedladende, arrogante kampagne i mands minde." Bladet ønskede i stedet en diskussion om kongehuset og en modernisering af grundloven.
En leder i Jyllands-Posten den 5. juni anbefalede ja, fordi sagen var en formalitet, og bladet hævdede at spørgsmål spørgsmålet var "blevet kapret af politiske interesser, som sætter afstemningen ind i en helt anden sammenhæng".
En leder i Politiken den 5. juni anbefalede hverken klart ja eller nej. Chefredaktør Tøger Seidenfaden mente at der var tale om "en lille og helt uaktuel justering af tronfølgeloven". Han hævdede at et nej ville give "en ridse i lakken på vores efterhånden noget ramponerede omdømme", men også at et nej ville føre frem til en egentlig grundlovsreform. En anden redaktør, Lars Trier Mogensen, anbefalede et nej, fordi han ikke ville "holde liv i et antidemokratisk system af diskrimination". De to redaktører diskuterede forslaget, kongehuset og en mulig grundlovsreform i et videoklip den 4. juni.

### Ulovlig statslig kampagne
Statsministeriet iværksatte fra slutningen af maj 2009 en informationskampagne med hjemmeside og annoncer i dagblade. Folketingets finansudvalg bevilgede 5 millioner kroner til kampagnen.
På den statslige kampagneside og på Youtube vises en film, som med sort-hvide billeder fortæller en fiktiv scene fra 1953, hvor et middagsselskab af mænd og kvinder i gammeldags kønsroller diskuterer den daværende ændring af tronfølgeloven. Filmen slutter med spørgsmålet: "Er du for eller imod ligestilling i retten til at arve tronen? Husk at stemme søndag den 7. juni 2009" Filmen er kopieret efter sketchen Women know your limits med lignende indhold af den britiske komiker Harry Enfield. Statsministeriet bekræftede at filmen var inspireret af den engelske komiker, men reklamebureauet Kunde & Co ville ikke svare på om der var betalt for brug af ophavsretten.
Professor i retorik Christian Kock fra Københavns Universitet mente at kampagnen var et demokratisk problem, fordi det underliggende budskab var at man skulle stemme ja til ændringen. Rune Kristensen, landsformand for KU, mente at kampagnen mindede om Sovjettilstande med statslig propaganda. MF Simon Emil Ammitzbøll kritiserede at Statsministeriet brugte skatteborgernes penge på at drive propaganda for et bestemt synspunkt. Han krævede den 3. juni at kampagnen skulle standses. Professor i statskundskab ved Aarhus Universitet Palle Svensson mente at der burde have været sat penge af til ja-siden og nej-siden. Sophie Løhde, MF for Venstre, sammenlignede også kampagnen med Sovjetpropaganda.
Folketingsmedlem Per Clausen fra Enhedslisten protesterede endvidere over at statsministeren havde hævdet i medierne at "et enigt folketing" stod bag tronfølgeloven, og han ville have kampagnen undersøgt i Radio- og tv-nævnet. Statsministeren korrigerede derefter sin oplysning, men forsvarede kampagnen.
D. 19. juni erkendte Statsministeriet over for Berlingske Tidende, at den omstridte annoncekampagne var blevet bestilt hos et reklamebureau uden det lovpligtige udbud, som skal sikre det offentlige konkurrencedygtige indkøb og uafhængighed af embedsmændenes personlige interesser. Uden at sende kampagnen i udbud gav Statsministeriet ordren til reklamebureauet Kunde og Co., hvorved ingen andre reklamebureauer fik mulighed for at byde ind på opgaven, sådan som loven foreskriver.

## Personer berørt af lovændringen
Ved lovens vedtagelse i 2009 ændrede loven intet på rækkefølgen blandt de på det tidspunkt levende personer som var arveberettigede til tronen.
Men ved familieforøgelsen i 2011 blev prins Vincent indplaceret under sin storesøster prinsesse Isabella i tronfølgen pga. den nye lov. Under den gamle lov ville prins Vincent være gået forud for prinsesse Isabella på grund af sit køn.
Prinsesse Isabella og prins Vincent kan dog under alle omstændigheder kun komme på tale som regenter hvis deres storebror prins Christian dør uden at efterlade sig ægte børn.